# 司徒
司徒，中国、朝鮮、越南古代职官。西周始置，位次三公，与六卿相当，与司马、司空、司士、司寇并称“五官”，金文多作“司土”，与司马、司工（即司空）合称“三有司”。是管理土地、人民的官，与后世的户部尚书相当。春秋时沿置。
根據《周禮》，司徒除了掌管邦國重任外，亦有教育之責，以輔佐王安定天下。
汉哀帝时丞相改称大司徒，东汉初沿制后改称司徒，成为三公之一。

## 历代司徒

### 上古
堯
- 舜[3]

舜
- 契

### 周
魯
- 季孙氏

宋
- 皇父充石、鳞矔、华喜、边卬、皇怀

郑
- 子孔

陈
- 辕颇

### 汉
西漢（大司徒）
- 孔光、馬宮、平晏

新朝（大司徒）
- 王寻 9-23
- 张邯 23

更始（大司徒）
- 刘伯升 23
- 劉賜 23

东漢
- 大司徒：鄧禹、伏湛、侯霸、韓歆、歐陽歙、戴涉、蔡茂、玊況
- 司徒：馮勤、李訢、郭丹、范遷、虞延、邢穆、王敏、鮑昱、桓虞、袁安、丁鴻、劉方、呂蓋、魯恭、張酺、徐防、梁鮪、魯恭、夏勤、劉愷、楊震、劉熹、李郃、朱倀、許敬、劉崎、黃尚 、劉壽、胡廣、趙戒、袁湯、張歆、吳雄、黃瓊、尹頌、韓縯、祝恬、盛允、暠、許栩、胡廣、劉寵、許訓、橋玄、許栩、袁隗、楊賜、袁滂、劉郃、楊賜、陳耽、袁隗、崔烈、許相、丁宮、黃琬、楊彪、王允、趙謙、淳嘉、趙溫

### 三国
- 魏：華歆、王朗、董昭、陳矯、韓曁、衛臻、高柔、鄭沖、鍾會、何曾、司馬望
- 蜀漢：許靖
- 吳：诸葛诞、丁固、某燮、何植

### 晋
- 西晉：司馬望、荀顗、石苞、何曾、李胤、山濤、魏舒、石鑒、荀勗（贈）、王渾、王戎、何劭、司馬肜、王戎、溫羨、王衍、司馬越、傅祗、梁芬
- 东晋：荀組、王導、司馬岳、蔡謨、司馬昱、謝安、司馬道子、王珣（贈）、司馬德文、王謐、司馬德文

### 十六国
成汉
李云
王达
何点
王瓌
后赵
裴宪
石韬
申钟
冉魏
郎闿
刘茂
前燕
慕容评
后燕
慕容德
慕容元
南燕
慕容钟
鞠仲
慕容惠
前秦
王永
苻同成
苻广
夏
赫连定
后凉
吕弘

### 南北朝
南朝
- 宋：劉義真、徐羨之、王弘、劉義康、劉義恭、劉義宣、劉義恭、劉子鸞、劉子尚、劉休仁、袁粲、劉燮
- 齊：褚淵、蕭子良、蕭鏘、蕭子卿、蕭寶義
- 梁：謝朏、萧伟、蕭宏、蕭憺、蕭宏、萧纶、萧绎、宋子仙、張化仁、王僧辯、陸法和、蕭勃、蕭淵明、陳霸先、王瑒
- 陳：陳休先（贈）、陳頊、陳叔英
- 西梁：蔡大寶（贈）

北朝
- 北魏：长孙嵩、长孙翰、崔浩、古弼、陆丽、刘尼、拓跋目辰、拓跋丕、陈建、元他、尉元、冯诞、元勰、元详、元嘉、高肇、元怿、元怀、胡国珍、元澄、元继、崔光、萧综、皇甫度、杨椿、元徽、李延实、萧赞、长孙稚、元彧、尔朱彦伯、元亶
- 东魏：高盛、高昂、孙腾、高隆之、娄昭、侯景、韩轨、彭乐
- 北齐：潘相乐、尉粲、高湛、段韶、高归彦、娄睿、斛律光、高润、韩祖念、高俨、高绰、高孝珩、高延宗、高阿那肱、高普、赵彦深、莫多婁敬顯
- 西魏：斛斯椿、元赞、万俟洛、李叔仁、王盟、高仲密、元欣、李弼
- 北周：李弼、侯莫陈崇、杨荐、宇文贵、宇文直、宇文亮、长孙览、于翼、宇文椿、王谊

### 隋
- 楊素 606
- 王韶 607赠
- 杨雄 612赠
- 宇文述 616赠

### 唐
- 李世民 621-626
- 李元吉 626
- 長孫無忌 642-649
- 李元景 649-653
- 李元礼 653-672
- 李元轨 683-685
- 李元名 689-690
- 李旦 702-703
- 武攸暨 705
- 李憲 713
- 李撝 713-724
- 李浚 732-738
- 李业 733-734
- 李琮 736-752
- 郭子仪 757-764
- 李抱玉 764-765
- 郭子仪 768-779
- 李正己 779-781
- 李晟 784-787
- 马燧 787-795
- 李抱真 793
- 杜佑 806-812
- 韩弘 815-822
- 李光颜 824-826
- 乌重胤 827
- 王智兴 828-829
- 裴度 830-839
- 李德裕 843-844
- 白敏中 852-861
- 令狐綯 859-860
- 李悰 862-863
- 李纮 864-872
- 王鐸 872-873，877-879，881-883
- 韦保衡 873
- 郑畋 883
- 萧遘 885-887
- 韦昭度 887-888，893
- 孔纬 889
- 杜让能 889-892
- 徐彦若 898-899
- 崔胤 903-904

### 五代十国
后梁
韩建
赵光逢
后唐
郭承丰（检校）
朱洪实
后晋
冯道
后汉
李守贞
后周
窦贞固
范质
前蜀
毛文锡
周庠
楚
李铎
南唐
李景通
王令谋
宋齐丘
李建勋
李从善
李从镒
闽
杨沂丰
北汉
赵弘

### 宋
范质
张延范
赵普
王旦
王曾
丁谓
冯拯
王钦若
黎偓佺
吕夷简
麦允言
陈执中
韩琦
文彦博
曹佾
富弼
韩忠彦
王岩叟
赵宗楚
许将
赵似
赵偲
赵宗汉
吕惠卿
金裒宾深（大同军节度使、检校司徒、真腊国王）

### 辽
划设
耶律斜轸
韩德让
张俭

### 金
完颜衮
徒单恭
张通古
萧玉
李石
徒单克宁

### 元
赵㬎
和礼霍孙
撒里蛮
阿鲁浑萨理
张九思
石抹明里
李邦宁
石天麟
郝彬
刘夔
田忠良
张珪
香山
不兰奚
伯帖木兒
佛家奴
絳曲堅贊
阿鲁温
王宣

### 周（张士诚）
李伯升

### 明
- 丘吉嘉称（大司徒仁波切）